# Uno sconosciuto alla mia porta (film 2007)
Uno sconosciuto alla mia porta (Point of Entry) è un film per la televisione del 2007 diretto da Stephen Bridgewater.

## Trama
Kathy e Richard Alden sono due coniugi che, intimoriti da un crimine violento subito, decidono di trasferirsi col figlio Sam in una casa situata in una zona residenziale dotata di ogni forma di protezione e con accesso controllato. Si tratta di una casa confortevole che reca alla famiglia felicità, almeno all'inizio, tanto che sono lieti di conoscere il loro nuovo vicino di casa, che ha da poco divorziato. Successivamente si scopre che quest'uomo fa cose strane in casa sua, che risulteranno essere disegni all'interno di un album che include tutte le vittime di cui il vicino psicopatico è colpevole e fra queste è presente Kathy, alla quale nel corso del film si avvicina sempre con fare strano e quando viene messo alle strette le dichiara il suo "amore" per lei, così come faceva con le altre donne uccise. Alla fine, però, la donna riesce a salvare se stessa e il marito uccidendo per legittima difesa l'assassino.